# Bitwa pod Borowymi Młynami
Bitwa pod Borowymi Młynami – bitwa stoczona w czasie powstania styczniowego 16 kwietnia 1863 roku pod Borowymi Młynami przez oddział pułkownika Marcina Borelowskiego z oddziałem wojsk rosyjskich majora Iwana Sternberga. 
Partia Borelowskiego w sile 300 powstańców, rozłożona w lasach pomiędzy Majdanem Sopockim a Borowcem została zaatakowana przez ok. 1000 żołnierzy rosyjskich idących z Tarnogrodu. Rosjanie zaatakowali od strony Majdanu Sopockiego, zmuszając część oddziałów polskich do przejścia na terytorium austriackie. Pozostali powstańcy przypuszczali kilkakrotnie kontratak na bagnety, skutecznie odpierając atak nieprzyjaciela.